# Boez - Andiamo via
Boez - Andiamo via è un programma televisivo italiano di genere docu-reality diretto da Roberta Cortella e Marco Leopardi.
Trasmesso su Rai 3 dal 2 al 13 settembre 2019 in orario preserale, il programma ha ricevuto il supporto del Ministero della giustizia per il forte impatto sociale, in collaborazione con il Dipartimento per la Giustizia Minorile e di Comunità. È stato inoltre presentato in anteprima durante la 49ª edizione del Giffoni Film Festival, che ha anche partecipato alle riprese della penultima puntata inviando sei giffoners.

## Il programma
Il programma racconta la storia di sei ragazzi dal passato drammatico che, usciti dal carcere o da una comunità, iniziano un percorso a piedi che li porterà da Roma a Santa Maria di Leuca in Puglia, assistiti da una guida escursionistica e da un'educatrice.
Attraverso cinquanta tappe per oltre 900 km lungo la Via Francigena del Sud, i ragazzi avranno l'occasione di mettersi alla prova sia fisicamente che emotivamente, sperimentando una forma di recupero alternativa già praticata in altri Paesi europei che abbatte le percentuali di recidiva.

### Partecipanti
- Omar Ben Aoun
- Maria Cristea
- Francesco Dinoi
- Alessandro Paglialonga
- Matteo Santoro
- Francesco "Kekko" Tafuno
- Ilaria D'Appollonio (educatrice di comunità)
- Marco Saverio Loperfido (guida escursionistica)

## Colonna sonora
Le musiche d'accompagnamento sono state composte da [Rosi.
1. Boez Devotion - 1:31
2. A meadow in the sky - 3:17
3. Day Vibrations - 2:10
4. Futuro, futuro - 3:33 (feat. Spooky Doors)[5][6]
5. Intentions - 1:22
6. Le Voyage - 3:37
7. La vita è un circolo - 3:30
8. Like a Breath - 2:38
9. Posso dire che amo - 3:29 (feat. Francesco Gabbani)[7]
10. Reverse Love - 1:10
11. Questi si che parlano di me - 2:01
12. Shift of Your Thinking - 2:42
13. Magari passa - 3:14
14. The Hand of the Heart - 4:07
15. Special Sounding Soul - 1:36
16. The Reading of the Silence - 1:05
17. To Be Out of Time - 2:28